# Bad Langensalza
Bad Langensalza è una città della Turingia, in Germania. Appartiene al circondario di Unstrut-Hainich. Ѐ una città termale e sono presenti numerosi giardini. 

## Storia
Il 1º gennaio 1992 vennero aggregati alla città di Bad Langensalza i comuni di Eckardtsleben e Illeben.
Il 1º gennaio 2019 venne aggregato anche il comune di Klettstedt.

## Geografia antropica
Appartengono alla città di Bad Langensalza le frazioni (Ortsteil) di Aschara, Eckardtsleben, Großwelsbach, Grumbach, Henningsleben, Illeben, Klettstedt, Merxleben, Nägelstedt, Thamsbrück, Ufhoven, Waldstedt, Wiegleben e Zimmern.

## Cultura
Vi nacque il compositore ed editore musicale Albert Jungmann (1824-1892)

## Amministrazione

### Gemellaggi
- Oostkamp
- Bad Nauheim